# Cupido (album)
Cupido è il quarto album in studio della cantante argentina Tini, pubblicato il 16 febbraio 2023 dalla Hollywood Records e Sony Music Latin.

## Antefatti
Dopo aver pubblicato l'album Tini Tini Tini nel dicembre 2020, durante la pandemia da COVID-19, la cantante lascia la casa discografica Universal Music Latin e firma un contratto di distribuzione musicale con Sony Music Latin. In seguito, torna sulle scene musicali nell'aprile 2021, con il singolo Miénteme. Tra il 2021 e il 2023 sono stati pubblicati dieci singoli estratti dall'album, che ne hanno anticipato l'uscita e, nel frattempo, la cantante ha intrapreso la terza tournée da solista, il Tini Tour (2022-23).
Il titolo, la data di uscita e la copertina del disco sono stati rivelati dalla cantante in un'intervista durante il programma televisivo spagnolo, El Hormiguero, il 26 gennaio 2023.

## Tracce
1. Cupido – 2:54
2. Te pido – 2:54
3. Muñecas (con La Joaqui e Steve Aoki) – 2:36
4. El último beso (con Tiago PZK) – 3:17
5. Carne y hueso – 2:58
6. La loto (con Anitta, Becky G) – 3:10
7. Las Jordans – 2:24
8. Beso en las rocas – 2:24
9. 7 veces – 2:54
10. Fantasi (con Beéle) – 2:38
11. Miénteme (con María Becerra) – 2:45
12. Maldita foto (con Manuel Turizo) – 3:10
13. Bar (con L-Gante) – 2:40
14. La triple t – 2:47

## Classifiche
| Classifica (2023) | Posizione massima |
| ----------------- | ----------------- |
| Spagna            | 5                 |

## Date di pubblicazione
| Paese  | Data di pubblicazione | Formato                      | Etichetta             |
| ------ | --------------------- | ---------------------------- | --------------------- |
| Mondo  | 16 febbraio 2023      | download digitale, streaming | Hollywood, Sony Latin |
| Spagna | 24 febbraio 2023      | CD                           |                       |